# 1. Fußball-Club Saarbrücken 1975-1976
Questa voce raccoglie le informazioni riguardanti il 1. Fußball-Club Saarbrücken nelle competizioni ufficiali della stagione 1975-1976.

## Stagione
Nella stagione 1975-1976 il Saarbrücken, allenato da Slobodan Čendić, concluse il campionato di 2. Bundesliga al 1º posto. In Coppa di Germania il Saarbrücken fu eliminato al primo turno dal Bayern Monaco.

## Rosa
| N. |                     | Ruolo | Calciatore       |
| -- | ------------------- | ----- | ---------------- |
|    | Germania (bandiera) | P     | Dieter Ferner    |
|    | Germania (bandiera) | P     | Norbert Sauer    |
|    | Germania (bandiera) | P     | Wolfgang Scherer |
|    | Germania (bandiera) | D     | Horst Bender     |
|    | Germania (bandiera) | D     | Manfred Cremer   |
|    | Germania (bandiera) | D     | Albert Kempf     |
|    | Germania (bandiera) | D     | Egon Schmitt     |
|    | Germania (bandiera) | D     | Niko Semlitsch   |
|    | Germania (bandiera) | D     | Ernst Traser     |
|    | Germania (bandiera) | D     | Reinhold Zech    |

| N. |                                 | Ruolo | Calciatore          |
| -- | ------------------------------- | ----- | ------------------- |
|    | Germania (bandiera)             | C     | Ludwig Denz         |
|    | Bosnia ed Erzegovina (bandiera) | C     | Husnija Fazlić      |
|    | Germania (bandiera)             | C     | Dieter Finkler      |
|    | Germania (bandiera)             | C     | Felix Magath        |
|    | Serbia (bandiera)               | C     | Methodije Spasovski |
|    | Germania (bandiera)             | C     | Heinz Traser        |
|    | Germania (bandiera)             | A     | Werner Greth        |
|    | Germania (bandiera)             | A     | Frank Holzer        |
|    | Germania (bandiera)             | A     | Wolfgang Scherer    |
|    | Germania (bandiera)             | A     | Peter Schmidt       |

## Organigramma societario
Area tecnica
- Allenatore: Slobodan Čendić
- Allenatore in seconda:
- Preparatore dei portieri:
- Preparatori atletici:

## Calciomercato

### Sessione estiva
| Acquisti | Acquisti       | Acquisti             | Acquisti |
| R.       | Nome           | da                   | Modalità |
| -------- | -------------- | -------------------- | -------- |
| P        | Dieter Ferner  | RW Oberhausen        |          |
| D        | Horst Bender   | Kaiserslautern       |          |
| D        | Manfred Cremer | Wuppertal            |          |
| D        | Harry Fechner  | Bochum               |          |
| A        | Werner Greth   | RW Oberhausen        |          |
| A        | Peter Schmidt  | Borussia Neunkirchen |          |
| D        | Reinhold Zech  | Stoccarda            |          |

| Cessioni | Cessioni      | Cessioni     | Cessioni |
| R.       | Nome          | a            | Modalità |
| -------- | ------------- | ------------ | -------- |
| D        | Harry Fechner | Gütersloh    |          |
| A        | Peter Lübeke  | Uerdingen 05 |          |

### Sessione invernale
| Acquisti | Acquisti | Acquisti | Acquisti |
| R.       | Nome     | da       | Modalità |
| -------- | -------- | -------- | -------- |

| Cessioni | Cessioni | Cessioni | Cessioni |
| R.       | Nome     | a        | Modalità |
| -------- | -------- | -------- | -------- |

## Risultati

### 2. Bundesliga

#### Girone di andata
| Arbitro: | Möckel |

|              |           |  |
| Hitzfeld 31’ | Marcatori |  |

| Arbitro: | Dellwing |

|                          |           |            |
| Spasovski 25’ Traser 44’ | Marcatori | 60’ Werner |

| Arbitro: | Hofmeister |

|                                  |           |                   |
| Denz 59’ (rig.) Greth 87’ (rig.) | Marcatori | 58’ (rig.) Seiler |

| Arbitro: | Scheffner |

|  |           |          |
|  | Marcatori | 45’ Denz |

| Arbitro: | Nickel |

|                                 |           |  |
| Traser 14’ Fazlić 42’ Greth 64’ | Marcatori |  |

| Arbitro: | Linn |

|            |           |             |
| Keller 75’ | Marcatori | 12’ Schmitt |

| Arbitro: | Kettenbach |

|                    |           |  |
| Denz 47’ Greth 48’ | Marcatori |  |

| Magonza 20 settembre 1975 8ª giornata | Magonza  | 0 – 0 referto | Saarbrücken | Stadion am Bruchweg (8 000 spett.)\| Arbitro: \| Quindeau \| |
| Arbitro:                              | Quindeau |               |             |                                                              |

| Arbitro: | Dahler |

|                                                |           |             |
| Cremer 2’ Schmidt 21’ Magath 26’, 54’ Denz 80’ | Marcatori | 31’ Größler |

| Arbitro: | Binninger |

|                      |           |                                  |
| Bopp 13’ Heubeck 26’ | Marcatori | 3’ Holzer 22’ Traser 84’ Scherer |

| Arbitro: | Niebergall |

|          |           |  |
| Denz 80’ | Marcatori |  |

| Völklingen 26 ottobre 1975 12ª giornata | Röchling Völklingen | 0 – 0 referto | Saarbrücken | Hermann-Neuberger-Stadion (15 000 spett.)\| Arbitro: \| Messmer \| |
| Arbitro:                                | Messmer             |               |             |                                                                    |

| Arbitro: | Binninger |

|                          |           |  |
| Schmidt 9’ Denz 19’, 87’ | Marcatori |  |

| Mannheim 8 novembre 1975 14ª giornata | Chio Waldhof Mannheim | 0 – 0 referto | Saarbrücken | Carl-Benz-Stadion (11 000 spett.)\| Arbitro: \| Nützel \| |
| Arbitro:                              | Nützel                |               |             |                                                           |

| Arbitro: | Kettenbach |

|                                                |           |  |
| Magath 18’ Denz 32’ (rig.) Bechtold 85’ (aut.) | Marcatori |  |

| Arbitro: | Greiner |

|                                      |           |                        |
| Aumeier 54’ Seubert 69’ Emmerich 87’ | Marcatori | 77’ Schmidt 81’ Magath |

| Arbitro: | Föckler |

|                        |           |           |
| Denz 41’ Spasovski 53’ | Marcatori | 83’ Düren |

| Arbitro: | Schumann |

|  |           |                              |
|  | Marcatori | 23’ (aut.) Brust 88’ Schmidt |

| Arbitro: | Linn |

|            |           |  |
| Magath 79’ | Marcatori |  |

#### Girone di ritorno
| Arbitro: | Quindeau |

|                                           |           |  |
| Magath 25’ Schmidt 53’, 84’ Semlitsch 80’ | Marcatori |  |

| Arbitro: | Röder |

|                                |           |                                  |
| Klein 47’ Zapf 64’ Feulner 71’ | Marcatori | 14’, 18’, 74’ Magath 50’ Schmidt |

| Arbitro: | Linn |

|  |           |                |
|  | Marcatori | 9’, 25’ Magath |

| Arbitro: | Kalenborn |

|                       |           |                               |
| Magath 27’ Fazlić 90’ | Marcatori | 6’ (aut.) Semlitsch 38’ Seitz |

| Arbitro: | Dölfel |

|  |           |                        |
|  | Marcatori | 73’ Fazlić 82’ Schmidt |

| Arbitro: | Hontheim |

|                          |           |                         |
| Semlitsch 45’ Traser 89’ | Marcatori | 15’ Keller 31’ Bierofka |

| Arbitro: | Messmer |

|                 |           |                     |
| Zech 86’ (aut.) | Marcatori | 73’ Magath 90’ Denz |

| Arbitro: | Huster |

|                     |           |                     |
| Bender 29’ Denz 35’ | Marcatori | 52’ (rig.) Scheller |

| Bayreuth 28 marzo 1976 28ª giornata | Bayreuth | 0 – 0 referto | Saarbrücken | Hans-Walter-Wild Stadion (9 000 spett.)\| Arbitro: \| Hellwig \| |
| Arbitro:                            | Hellwig  |               |             |                                                                  |

| Arbitro: | Walz |

|                                        |           |             |
| Schmidt 12’, 70’ Magath 69’ Fazlić 89’ | Marcatori | 41’ Hofmann |

| Arbitro: | Dreher |

|                   |           |  |
| Hoffmann 32’, 79’ | Marcatori |  |

| Arbitro: | Kettenbach |

|                   |           |              |
| Magath 79’ (rig.) | Marcatori | 28’ Granitza |

| Arbitro: | Schröder |

|          |           |           |
| Lenz 47’ | Marcatori | 4’ Cremer |

| Arbitro: | Hellwig |

|                               |           |           |
| Magath 6’ Traser 13’ Denz 83’ | Marcatori | 9’ Martin |

| Arbitro: | Clajus |

|                     |           |  |
| Weiss 57’ Weber 88’ | Marcatori |  |

| Saarbrücken 23 maggio 1976 35ª giornata | Saarbrücken | 0 – 0 referto | Schweinfurt 05 | Ludwigsparkstadion (10 000 spett.)\| Arbitro: \| Binninger \| |
| Arbitro:                                | Binninger   |               |                |                                                               |

| Arbitro: | Ross |

|  |           |             |
|  | Marcatori | 83’ Scherer |

| Arbitro: | Hontheim |

|                                  |           |  |
| Magath 18’ Traser 23’ Fazlić 65’ | Marcatori |  |

| Norimberga 13 giugno 1976 38ª giornata | Norimberga | 0 – 0 referto | Saarbrücken | Städtisches Stadion (28 000 spett.)\| Arbitro: \| Walz \| |
| Arbitro:                               | Walz       |               |             |                                                           |

### Coppa di Germania
| Arbitro: | Aldinger |

|                                          |           |            |
| Müller 46’, 73’ (rig.) Schwarzenbeck 50’ | Marcatori | 41’ Cremer |

## Statistiche

### Statistiche di squadra
| Competizione      | Punti | In casa | In casa | In casa | In casa | In casa | In casa | In trasferta | In trasferta | In trasferta | In trasferta | In trasferta | In trasferta | Totale | Totale | Totale | Totale | Totale | Totale | DR  |
| Competizione      | Punti | G       | V       | N       | P       | Gf      | Gs      | G            | V            | N            | P            | Gf           | Gs           | G      | V      | N      | P      | Gf     | Gs     | DR  |
| ----------------- | ----- | ------- | ------- | ------- | ------- | ------- | ------- | ------------ | ------------ | ------------ | ------------ | ------------ | ------------ | ------ | ------ | ------ | ------ | ------ | ------ | --- |
| 2. Bundesliga     | 57    | 19      | 15      | 4       | 0       | 45      | 12      | 19           | 8            | 7            | 4            | 21           | 16           | 38     | 23     | 11     | 4      | 66     | 28     | +38 |
| Coppa di Germania | -     | 0       | 0       | 0       | 0       | 0       | 0       | 1            | 0            | 0            | 1            | 1            | 3            | 1      | 0      | 0      | 1      | 1      | 3      | -2  |
| Totale            | 57    | 19      | 15      | 4       | 0       | 45      | 12      | 20           | 8            | 7            | 5            | 22           | 19           | 39     | 23     | 11     | 5      | 67     | 31     | +36 |

### Andamento in campionato
| Giornata  | 1  | 2  | 3 | 4 | 5 | 6 | 7 | 8 | 9 | 10 | 11 | 12 | 13 | 14 | 15 | 16 | 17 | 18 | 19 | 20 | 21 | 22 | 23 | 24 | 25 | 26 | 27 | 28 | 29 | 30 | 31 | 32 | 33 | 34 | 35 | 36 | 37 | 38 |
| --------- | -- | -- | - | - | - | - | - | - | - | -- | -- | -- | -- | -- | -- | -- | -- | -- | -- | -- | -- | -- | -- | -- | -- | -- | -- | -- | -- | -- | -- | -- | -- | -- | -- | -- | -- | -- |
| Luogo     | T  | C  | C | T | C | T | C | T | C | T  | C  | T  | C  | T  | C  | T  | C  | T  | C  | C  | T  | T  | C  | T  | C  | T  | C  | T  | C  | T  | C  | T  | C  | T  | C  | T  | C  | T  |
| Risultato | P  | V  | V | V | V | N | V | N | V | V  | V  | N  | V  | N  | V  | P  | V  | V  | V  | V  | V  | V  | N  | V  | N  | V  | V  | N  | V  | P  | N  | N  | V  | P  | N  | V  | V  | N  |
| Posizione | 17 | 12 | 7 | 5 | 4 | 5 | 3 | 3 | 2 | 1  | 1  | 1  | 1  | 1  | 1  | 2  | 2  | 2  | 1  | 1  | 1  | 1  | 1  | 1  | 1  | 1  | 1  | 1  | 1  | 1  | 1  | 1  | 1  | 1  | 1  | 1  | 1  | 1  |

Legenda:

Luogo: C = Casa; T = Trasferta. Risultato: V = Vittoria; N = Pareggio; P = Sconfitta.

### Statistiche dei giocatori
| Giocatore    | 2. Bundesliga | 2. Bundesliga | 2. Bundesliga | 2. Bundesliga | Coppa di Germania | Coppa di Germania | Coppa di Germania | Coppa di Germania | Totale   | Totale | Totale      | Totale     |
| Giocatore    | Presenze      | Reti          | Ammonizioni   | Espulsioni    | Presenze          | Reti              | Ammonizioni       | Espulsioni        | Presenze | Reti   | Ammonizioni | Espulsioni |
| ------------ | ------------- | ------------- | ------------- | ------------- | ----------------- | ----------------- | ----------------- | ----------------- | -------- | ------ | ----------- | ---------- |
| H. Bender    | 29            | 1             | 3             | 0             | 0                 | 0                 | 0                 | 0                 | 29       | 1      | 3           | 0          |
| M. Cremer    | 22            | 2             | 1             | 0             | 1                 | 1                 | 0                 | 0                 | 23       | 3      | 1           | 0          |
| L. Denz      | 38            | 12            | 0             | 0             | 1                 | 0                 | 0                 | 0                 | 39       | 12     | 0           | 0          |
| H. Fazlić    | 22            | 5             | 2             | 0             | 1                 | 0                 | 0                 | 0                 | 23       | 5      | 2           | 0          |
| H. Fechner   | 2             | 0             | 0             | 0             | 1                 | 0                 | 0                 | 0                 | 3        | 0      | 0           | 0          |
| D. Ferner    | 27            | 0             | 0             | 0             | 0                 | 0                 | 0                 | 0                 | 27       | 0      | 0           | 0          |
| D. Finkler   | 12            | 0             | 1             | 0             | 1                 | 0                 | 0                 | 0                 | 13       | 0      | 1           | 0          |
| W. Greth     | 38            | 3             | 2             | 0             | 1                 | 0                 | 0                 | 0                 | 39       | 3      | 2           | 0          |
| F. Holzer    | 31            | 1             | 0             | 0             | 0                 | 0                 | 0                 | 0                 | 31       | 1      | 0           | 0          |
| A. Kempf     | 0             | 0             | 0             | 0             | 0                 | 0                 | 0                 | 0                 | 0        | 0      | 0           | 0          |
| F. Magath    | 38            | 17            | 1             | 0             | 1                 | 0                 | 0                 | 0                 | 39       | 17     | 1           | 0          |
| N. Sauer     | 13            | 0             | 0             | 0             | 1                 | 0                 | 0                 | 0                 | 14       | 0      | 0           | 0          |
| W. Scherer   | 0             | 0             | 0             | 0             | 0                 | 0                 | 0                 | 0                 | 0        | 0      | 0           | 0          |
| P. Schmidt   | 38            | 10            | 1             | 0             | 1                 | 0                 | 0                 | 0                 | 39       | 10     | 1           | 0          |
| E. Schmitt   | 30            | 1             | 0             | 0             | 1                 | 0                 | 0                 | 0                 | 31       | 1      | 0           | 0          |
| N. Semlitsch | 21            | 2             | 4             | 0             | 0                 | 0                 | 0                 | 0                 | 21       | 2      | 4           | 0          |
| M. Spasovski | 34            | 2             | 5             | 0             | 1                 | 0                 | 0                 | 0                 | 35       | 2      | 5           | 0          |
| E. Traser    | 38            | 4             | 5             | 0             | 1                 | 0                 | 0                 | 0                 | 39       | 4      | 5           | 0          |
| H. Traser    | 7             | 2             | 0             | 0             | 1                 | 0                 | 0                 | 0                 | 8        | 2      | 0           | 0          |
| R. Zech      | 28            | 0             | 6             | 0             | 0                 | 0                 | 0                 | 0                 | 28       | 0      | 6           | 0          |